# Лауреат Нобельської премії
«Лауреат Нобельської премії» — всеукраїнський фестиваль гумору, який відбувається з 2003 року в селі Нобель Зарічненського району Рівненської області (від 2005 — щорічно).

## Тло фестивалю та його історія
Засновником фестивалю («хрещеним батьком») був доктор філологічних наук, письменник і літературознавець Григорій Штонь. Побувавши в цих краях на відпочинку, він був зачарований їх красою: велике, надзвичайно чисте озеро («казкове», за визначенням тутешнього уродженця, білоруського поета Сергія Граховського) басейну Прип’яті, а в нього вдається півострів, на якому й розташоване село, причому городи всіх садиб виходять просто на берег, а півострів в деяких місцях завширшки лише метрів сімсот. Але ще більше вразила пана Штоня назва села: Нобель! (До речі, озеро зветься так само і є найбільшою природною водоймою Рівненської області: площа — 499 гектарів, максимальна глибина — 27 метрів.) Він звернувся до Рівненської обласної адміністрації й запропонував: «А давайте втремо носа шведам! І заснуємо в Україні свою — Нобельську премію та щороку вручатимемо її найкращим гумористам. Бо, мовляв, поки хтось із наших земляків дочекається Нобелівської премії, то й друге тисячоліття спливе!»
|                  | Я їх два дні переконував, що якщо є таке озеро Нобель, а там ще й село, то тільки дурень не скористається з того, щоб не посміятись, та не присудити самим собі премію – Нобеля, бо хто ж нам її присудить, як не ми! А оскільки то був жарт, то й премія мала бути пов’язана з гумором, до того ж Рівненська область має сім своїх гумористів! <…> За два дні — сотні машин, якісь козацькі ігри, котли, концерти місцевих колективів!.. Свято! Суцільне свято, що завершилось врученням премій. |
| — Григорій Штонь | |

Засновниками Нобельської премії є Нобельська сільська Рада Зарічненського району, Зарічненська районна державна адміністрація, районна рада, Рівненська організація Національної спілки письменників України, Управління культури Рівненської облдержадміністрації. Співзасновниками і спонсорами можуть виступати юридичні та фізичні особи. Творчий директор фестивалю — письменник-гуморист із села Зарічного Роман Демчук.
Перший фестиваль відбувся наприкінці серпня 2003 року; були відзначені переможці у чотирьох номінаціях: «Найкраще сатирично-гумористичне видання (книга) України XXI століття», «Майстер художнього слова», «Пісенне мистецтво», «Оригінальний жанр». Згодом додалася ще п’ята: «Сатирично-гумористичний малюнок».

## Ритуали фестивалю

Емблема фестивалю

Сцена, на якій відбуваються виступи та з якої оголошують лауреатів, розташована просто неба й прикрашена очеретом. Гумористичний фестиваль має, природно, й свої дотепні ритуали. Так, грошова винагорода (500 гривень за перше місце, по 250 — за два других) вручається дрібними грошима (п’ятдесятикопійчаними монетами) у мішку. Крім грошової винагороди вручається спеціальний диплом та пам’ятна медаль, які не можуть бути продані, подаровані, а при втраті не поновлюються. На медалі зображений тлустий сом — найкраща здобич місцевих рибалок. Але нагородження може відбутися лише за умови виконання лауреатом так званих «Гарантованих обов’язків». Так, він має замочити медаль у кухлі горілки, вина, пива, води газованої чи без газу з озера Нобель, вихилити цей кухоль до дна, промовляючи: «Щоб не заіржавіла!» Після цього лауреат має забожитися, гамселячи себе п’ястуком у груди, що більше ніколи не буде претендувати на лауреатство (вдруге цю премію можна отримати хіба що посмертно). Нарешті він відповідає на жартівливі питання ведучого та виконує який-небудь твір «на підтвердження, що звання лауреата Нобельської премії не куплене, а чесно зароблене».
Нещодавно з’явилися ще одна традиція: на дереві край сцени підвішуються листки з побажаннями фестивалю від почесних гостей.

## Переможці фестивалю

### 2003 рік
- Петро Красюк — письменник-гуморист з Рівненщини, лауреат премій ім. Микити Годованця та Валер'яна Поліщука;
- Петро Осадчук (Київ) — письменник, майстер в’їдливого слова;
- Фольклорний гурт «Джерело» з Рівного (художній керівник Раїса Цапун);
- Анатолій Паламаренко (Київ) — майстер художнього слова, народний артист України, лауреат національної премії ім. Т. Шевченка, професор;
- Наталя Бережань (м. Хмельницький) — майстер оригінального жанру, заслужена артистка Автономної республіки Крим;
- Ілля Лаба — дипломант фестивалю з м. Здолбунова Рівненської області, юний майстер художнього слова (спеціальна премія одному з наймолодших претендентів).

### 2005 рік
- Квартет «Жайвір» з Рівного (художній керівник Раїса Цапун);
- Ростислав Солоневський (Клевань), письменник-гуморист;
- Владислав Бойко (Київ),журналіст,письменник,заслужений журналіст України;
- тріо «МиРоВі» (МИкола, Роман, ВІктор), троє швагрів із Здолбунівського району;
- Василь Довжик (Київ), письменник і радіожурналіст, артист театру і кіно,заслужений діяч мистецтв України;
- Неоніла Крюкова (Київ), народна артистка України, Лауреат Національної премії ім. Т. Шевченка — дипломант у номінації художнього слова;
- Анатолій Василенко, народний художник України;
- Петро Дець (Задрабина) з міста Волочиськ Хмельницької області;
- Володимир Пушкар із с. Камінне Надвірнянського району Івано-Франківської області — за сатиричну збірку «Міць яєць і сила духу».

### 2006 рік
- Роман Дідула (Львів), прозаїк, заступник головного редактора журналу «Дзвін»;
- Леонід Куліш-Зіньків; поет-гуморист з Рівненщини;
- Марія Ігнатюк (Івано-Франківськ), майстер художнього слова, доцент Прикарпатського університету;
- Олексій Заворотній (Рівне), заслужений артист України, майстер художнього слова.

### 2007 рік
- Олег Чорногуз (Київ), письменник, лауреат премії ім. Остапа Вишні;
- Юрій Береза (Рівне), письменник, лауреат премії ім. Остапа Вишні;
- Олександр Царук (Хмельницький), заслужений артист України;
- естрадний гумористичний дует «Солодка парочка» (Наталка Паляниця та Володимир Павловський, Хмельницький);
- фольклорний гурт «Намистечко» (Рівне).

### 2008 рік
- Євген Дудар, письменник-сатирик;
- Роман Демчик, сатирик і гуморист;
- гурт «Стара хата» (Рівне);
- гурт «Батьківська хата» (Зарічне);
- Ростислав Солоневський (Клевань);
- Наталія Паляниця (Хмельницький).

## Виноски
1. ↑  Фестиваль 2004 року не відбувся (імовірно, у зв’язку з президентською виборчою кампанією), тому в пресі іноді плутається нумерація фестивалів. Так, фестиваль 2008 року в окремих джерелах називають шостим, хоча насправді він був п’ятим.
2. ↑  За деякими повідомленнями гуморист із селища Клевань Ростислав Солоневський одержував премію двічі: 2005 та 2008 років; можливо, перший раз він був не лауреатом, а лише дипломантом (друге місце), але можливо, що премію він одержував у двох різних номінаціях (повідомлення преси розходяться).